# Yalabeti
Yalabeti (en georgiano: ჯალაბეთი) o Dzalabet (en osetio: Дзалабет; en ruso: Дзалабет) es una aldea que pertenece a la parcialmente reconocida República de Osetia del Sur, parte del distrito de Dzau, aunque de iure pertenece al municipio de Sachjere de la región de Imericia de Georgia.

## Geografía
Yalabeti se encuentra a orillas del río Kvirili, a 33 km de Sachjere.

## Historia
La composición étnica siempre ha sido mixta: osetios y georgianos.
Durante la guerra ruso-georgiana de 2008, el pueblo fue ocupado por tropas rusas.

## Demografía
La evolución demográfica de Yalabeti entre 1939 y 2015 fue la siguiente:
| 409                                                      | 139 | 114 | 53 | 55 | 16 |
| (Fuente: Population of South Ossetia since Soviet times) |     |     |    |    |    |

Según el censo soviético de 1970, la mayoría de la población eran osetios; en el de 1989, el 58% de la población eran georgianos y el 41%, osetios.